# JAMA Pediatrics
JAMA Pediatrics ist eine wissenschaftliche Fachzeitschrift zum Thema Kinderheilkunde, die von der American Medical Association veröffentlicht wird. Die Zeitschrift wurde 1911 unter dem Namen American Journal of Diseases of Children gegründet. Im Jahr 1994 wurde der Name in Archives of Pediatric & Adolescent Medicine geändert und 2013 in den jetzigen Namen geändert. Die Zeitschrift erscheint mit zwölf Ausgaben im Jahr.
Derzeit wird der Impact Factor für den alten und den neuen Titel ermittelt. Im Jahr 2014 lag der Impact Faktor für Archives of Pediatrics & Adolescent Medicine bei 5,731. Nach der Statistik des ISI Web of Knowledge wurde das Journal mit diesem Impact Factor in der Kategorie Pädiatrie an dritter Stelle von 119 Zeitschriften geführt. Für JAMA Pediatrics lag der Impact Faktor bei 7,148, was zur zweiten Stelle führte.

## Kritik
Am 30. Juni 2021 publizierte JAMA Pediatrics einen Forschungsbrief („Research Letter“) von Harald Walach und weiteren Autoren mit zweifelhaftem Inhalt über Schutzmasken gegen Covid-19-Infektionen bei Kindern.